# Карол Стрим (Илиноис)
Карол Стрим (енгл. Carol Stream) град је у америчкој савезној држави Илиноис.

## Демографија
По попису из 2010. године број становника је 39.711, што је 727 (-1,8%) становника мање него 2000. године.
| Група             | 2000.          | 2010.          |
| Белци             | 29.524 (73,0%) | 25.106 (63,2%) |
| Афроамериканци    | 1.716 (4,2%)   | 2.438 (6,1%)   |
| Азијати           | 4.531 (11,2%)  | 5.810 (14,6%)  |
| Хиспаноамериканци | 4.055 (10,0%)  | 5.633 (14,2%)  |
| Укупно            | 40.438         | 39.711         |